# Fabio Concas
Fabio Concas (* 17. November 1986 in Genua) ist ein italienischer ehemaliger Fußballspieler.

## Karriere
Der Mittelfeldspieler begann seine Karriere beim viertklassigen Savona 1907 FBC. 2007/08 spielte er für Carrarese Calcio. Danach wechselte er zu Ternana Calcio. Anfang 2011 wurde Concas vom Zweitligisten AS Varese verpflichtet, mit dem er am Ende der Saison als Vierter nur knapp den Aufstieg in die Serie A verpasste. Danach ging er zum Drittligisten FC Carpi. Mit Carpi verpasste er 2012 durch eine Niederlage gegen den FC Pro Vercelli nur knapp den Aufstieg. Im folgenden Jahr schaffte Carpi dann jedoch den Sprung in die Serie B, in der sich der Klub etablieren konnte. Im Dezember 2014 wurde Concas bei der Dopingkontrolle nach dem Spiel gegen Modena positiv getestet und für zwei Jahre gesperrt. Er erhielt 2016 bei Carpi einen neuen Vertrag und beschloss seine Karriere bei drei unterklassigen Vereinen.